# عبد السلام اكوزار
عبد السلام اكوزار (15 أبريل 1982 بأكادير في المغرب - ) هو لاعب كرة قدم مغربي في مركز الوسط. لعب مع ستاد ريمس ونادي أورليانز ونادي بوفيه ونادي تروا ونادي غويونيون ونادي واسكال.

## روابط خارجية
- عبد السلام اكوزار على موقع قاعدة بيانات كرة القدم.إي يو (الإنجليزية)
- عبد السلام اكوزار على موقع ليكيب (الفرنسية)